# Mathias Auclair
Pour les articles homonymes, voir Auclair.
Mathias Auclair, né le 16 juillet 1972 à Essey-lès-Nancy, est un conservateur général des bibliothèques français, directeur du département de la musique de la Bibliothèque nationale de France.

## Biographie
Mathias Auclair est né dans une famille nancéienne de musiciens, de médecins et d'enseignants.

### Études
Il effectue ses études au lycée Henri-Poincaré de Nancy avec obtention du baccalauréat C (Mathématiques) et au Conservatoire de Nancy, obtenant une médaille d'or de hautbois, une première médaille de formation musicale et une première médaille de musique de chambre. Il poursuit ses études en classe préparatoire à l'École des chartes au lycée Fustel-de-Coulanges de Strasbourg et en Histoire à l'université Nancy-II.
Il est admis à l'École nationale des chartes et y obtient le diplôme d'archiviste paléographe en 1999 en soutenant une thèse intitulée « Politique lignagère et ambitions comtales en Lorraine : la famille et la seigneurie d'Apremont, des origines au début du XIVe siècle ». Il obtient également, avec deux mémoires sous la direction de Michel Parisse, le diplôme d'études approfondies d'histoire à l'Université Panthéon-Sorbonne (1998), et le diplôme de conservateur de bibliothèque de l'École nationale supérieure des sciences de l'information et des bibliothèques (Enssib) en 2000.

### Carrière professionnelle
En 2000, Auclair est nommé conservateur au département de la musique de la Bibliothèque nationale de France dirigé par Catherine Massip, puis adjoint au directeur de la Bibliothèque-musée de l'Opéra Pierre Vidal en 2001. Succédant à Élizabeth Giuliani, il dirige le département de la musique de la Bibliothèque nationale de France depuis 2016. Il est nommé conservateur général des bibliothèques en 2017.
En plus de ces fonctions, il est auteur, conférencier, musicographe, éditeur de musique et a été commissaire d'expositions et membre du jury de thèses.
Il est membre permanent de l'Institut de recherche en musicologie (IReMus).
Ses recherches portent sur la formation des collections du département de la musique de la Bibliothèque nationale de France, sur l'histoire de l'Opéra de Paris, sur la scénographie et sur les relations entre la musique, la danse et les arts. Il s'intéresse également à l'histoire de la Lorraine à l'époque médiévale, à la diplomatique, à la sigillographie et à l'héraldique.
Il a été commissaire de plusieurs expositions à la Bibliothèque-musée de l'Opéra, au centre culturel Les Dominicaines de Pont-l'Évêque et à l'Artizon Museum de Tokyo.
Il a été le porteur de la « Saison musicale européenne » de la BnF et de Radio France en partenariat avec France Musique sous le haut patronage du président de la République avec le soutien du ministère de la Culture dans le cadre de la présidence française du Conseil de l'Union européenne 2022.
En 2019, il publie L'Opéra de Paris : 350 ans d'histoire, qui est récompensé par le prix du Syndicat de la critique 2020. Il est auteur ou co-auteur de plusieurs ouvrages sur les décors de théâtres, l'Opéra de Paris, Jean-Philippe Rameau et la scène, Léon Bakst, et a dirigé ou codirigé une douzaine d'ouvrages et catalogues d'expositions sur la musique, l'opéra et la danse,,,. 
Il a écrit de nombreux articles,,, pour les revues Bulletin des bibliothèques de France, Revue de la Bibliothèque nationale de France, Chroniques (magazine de la BnF), Lotharingia (Archives lorraines d'archéologie, d'art et d'histoire), Ligeia, Revue française d'héraldique et de sigillographie, Romania, Espace(s)… ainsi que des notices d'encyclopédies et de dictionnaires.
Il donne des conférences et fait des communications à des colloques ou des congrès, en France (Paris, Aix-en-Provence, Lens, Metz, Rennes, Rouen, Toulouse…) comme à l'étranger (Athènes, Glasgow, Göteborg, Londres, Moscou, Munich, New York, Tokyo, Vienne).
Il a été sollicité à de nombreuses reprises pour des entretiens radiophoniques (France Musique avec Philippe Venturini, Europe 1 avec Franck Ferrand, RCJ, etc.) et télévisés (BFM Business, etc.), et a participé à plusieurs documentaires télévisuels pour Arte, France 5, Histoire, Mezzo, BBC, ou publiés en DVD.

### Commissariat d'expositions

#### Bibliothèque-musée de l'Opéra
- Gérard Uféras : un fantôme à l'Opéra, avec Pierre Vidal[a], 2004-2005
- André Derain et la scène, avec Hélène Celhay de Larrard, 2005
- Rouge : des costumes de scène XVIIIe – XXIe siècle vus par Christian Lacroix, avec Pierre Vidal et Michel Pastoureau, 2005-2006
- La modernité à l'Opéra : Jacques Rouché (1914-1945), avec Pierre Vidal, 2007
- Image(s) de la danse, avec Pierre Vidal, 2008-2009, reprise au centre culturel Les Dominicaines de Pont-l'Évêque en 2011
- Gounod, Mireille et l'opéra, avec Christophe Ghristi, 2009
- Les Ballets russes, avec Pierre Vidal, 2009-2010
- L'ère Liebermann à l'Opéra de Paris, avec Christophe Ghristi et Aurélien Poidevin, 2010-2011
- Les Tragédiennes de l'Opéra, avec Christophe Ghristi et Pierre Vidal, 2011
- La Belle Époque de Massenet, avec Christophe Ghristi, Élizabeth Giuliani et Pierre Vidal, 2011-2012
- L'Étoffe de la modernité : costumes du XXe siècle à l'Opéra de Paris, avec Christophe Ghristi, Christine Neumeister et Delphine Pinasa, 2012
- Le Ballet de l'Opéra, avec Christophe Ghristi et Martine Kahane, 2013
- Verdi, Wagner et l'Opéra de Paris, avec Simon Hatab et Pierre Vidal, 2013-2014
- Les Ballets suédois : une compagnie d'avant-garde (1920-1925), avec Frank Claustrat et Inès Piovesan, 2014
- Rameau et la scène, avec Élizabeth Giuliani, 2014-2015
- Bakst : des Ballets russes à la haute couture, avec Sarah Barbedette et Stéphane Barsacq, 2016-2017
- Rudolf Noureev à l'Opéra de Paris, avec Benoît Cailmail, Antony Desvaux et Inès Piovesan, 2023-2024

#### Artizon Museum de Tokyo
- Dialogues of the Muses : The Paris Opera House and the Arts, avec Benoît Cailmail, Atsushi Miura, Kyoko Kagawa et Natsuko Tadokoro, 2022-2023

## Publications

### Directeur et auteur
- Mathias Auclair (dir.), Pierre Vidal (dir.) et al. (préf. Bruno Racine), Image(s) de la danse, Montreuil, Gourcuff Gradenigo, 2008, 95 p. (ISBN 978-2-35340-043-0), Introduction, p. 5 ; « À la cour et à la scène : images de la "belle danse" » (avec Vannina Olivesi), p. 9-21 ; « Représenter le mouvement : images de la danse au temps des avant-gardes », p. 55-73.
- Mathias Auclair (dir.), Pierre Vidal (dir.) et al. (préf. Bruno Racine), Les Ballets russes, Montreuil, Gourcuff Gradenigo, 2009, 299 p. (ISBN 978-2-35340-067-6), « Les collections de la Bibliothèque-musée de l'Opéra relatives aux Ballets russes de Serge Diaghilev », p. 11-21 ; « Quelques lettres de Léon Bakst conservées à la Bibliothèque-musée de l'Opéra » (avec Marie Avril), p. 97-119 ; « Les Ballets russes et l'Opéra de Paris 1909-1929 » (avec A. Poidevin), p. 193-216.
- Mathias Auclair (dir.), Christophe Ghristi (dir.) et al. (préf. Nicolas Joel), L'ère Liebermann à l'Opéra de Paris, Montreuil, Gourcuff Gradenigo/BnF Éditions/Opéra, 2010, 311 p. (ISBN 978-2-35340-095-9), « Trente ans après » (avec Ch. Ghristi), p. 9-17 ; « Rolf Liebermann, administrateur de l'Opéra de Paris 1973-1980 » (avec A. Poidevin), p. 35-61.
- Mathias Auclair (dir.), Christophe Ghristi (dir.) et al. (préf. Renée Fleming), La Belle Époque de Massenet, Montreuil, Gourcuff Gradenigo, 2011, 239 p. (ISBN 978-2-35340-118-5), « Massenet et les théâtres », p. 29-53 ; Sources et bibliographie, p. 224-237.
- Mathias Auclair (dir.), Christophe Ghristi (dir.) et al. (préf. André Tubeuf), Les Tragédiennes de l'Opéra : De Rose Caron à Fanny Heldy, le feu sacré des déesses du Palais Garnier 1875-1939, Paris, Albin Michel/BnF Éditions/Opéra de Paris, 2011, 287 p. (ISBN 978-2-226-18195-4), « La diva et le directeur d'opéra » (avec P. Vidal), p. 14-19.
- Mathias Auclair (dir.) et Christophe Ghristi (dir.) (préf. Nicolas Joel), L'Étoffe de la modernité : costumes du XXe siècle à l'Opéra de Paris (catalogue d'exposition), Paris, Opéra de Paris, 2012, 143 p. (ISBN 978-2-9521404-2-3), « Scène et modernité » p. 7-21.
- Mathias Auclair (dir.), Christophe Ghristi (dir.) et al., Le Ballet de l'Opéra : trois siècles de suprématie depuis Louis XIV, Paris, Albin Michel/BnF Éditions/Opéra de Paris, 2013, 359 p. (ISBN 978-2-22620823-1), « Le décor et le costume de ballet sous l'Ancien Régime, la Révolution et l'Empire » (avec Maria Zhiltsova), p. 39-43 ; « Le ballet et la photographie », p. 147-151 ; « Jacques Rouché et les Ballets russes », p. 191-195 ; « Le décor et le costume de ballet au XIXe siècle », p. 239-247.
- Mathias Auclair (dir.), Christophe Ghristi (dir.), Pierre Vidal (dir.) et al. (préf. Bruno Racine, Nicolas Joel), Verdi, Wagner et l'Opéra de Paris, Paris, BnF Éditions/Opéra de Paris, 2013, 213 p. (ISBN 978-2-7177-2546-9), « La postérité », p. 73-87 ; « Tannhäuser, 1861 », p. 103-109 ; « Aïda, 1880 », p. 117-123 ; « Lohengrin, 1891 », p. 131-135 ; « L'Anneau du Nibelung, 1911 », p. 155-181.
- Mathias Auclair (dir.), Frank Claustrat (dir.), Inès Piovesan (dir.) et al. (préf. Brigitte Lefèvre, Bruno Racine), Les Ballets Suédois : Une compagnie d'avant-garde (1920-1925), Montreuil, Gourcuff Gradenigo/BnF Éditions/Opéra de Paris, 2014, 155 p. (ISBN 978-2-35340-186-4), « Rolf de Maré et Jacques Hébertot. Diriger une compagnie d'avant-garde face aux Ballets Russes », p. 11-21 ; « Les collections sur les Ballets Suédois conservées à la Bibliothèque-musée de l'Opéra », p. 67-71.
- Mathias Auclair (dir.), Sarah Barbedette (dir.), Stéphane Barsacq (dir.), Manon Lavergne et al. (préf. Laurence Engel, Stéphane Lissner), Bakst : Des Ballets russes à la haute couture, Paris, Albin Michel/BnF Éditions, 2016, 191 p. (ISBN 978-2-2263-2152-7 et 978-2-7177-2724-1), « Scène et modernité » p. 27-51 ; « Le Théâtre de la mode » (avec M. Lavergne), p. 125-139.

### Auteur
- Mathias Auclair et Élizabeth Giuliani (préf. Bruno Racine), Rameau et la scène, Paris, BnF Éditions/Opéra de Paris, 2014, 215 p. (ISBN 978-2-7177-2612-1).
- (fr + en) Mathias Auclair et Pierre Provoyeur (trad. Barbara Mellor, photogr. Jean-Pierre Delagarde), Le Plafond de Chagall à l'Opéra Garnier/The Chagall Ceiling at the Opéra Garnier, Montreuil, Gourcuff Gradenigo, 2014, 107 p. (ISBN 978-2-35340-199-4), « La commande du plafond de Chagall pour le Palais Garnier », p. 9-21 ; « Le "bouquet de rêves" de Marc Chagall », p. 41-104.
- Mathias Auclair, L'Opéra de Paris : 350 ans d'histoire, Montreuil, Gourcuff Gradenigo, 2019, 203 p. (ISBN 978-2-35340-291-5) - Prix du Syndicat de la critique 2020.
- Mathias Auclair et Stéphane Barsacq, Bakst : Le magicien des couleurs, Montreuil, Gourcuff Gradenigo, 2023, 127 p. (ISBN 978-2-35340-386-8 et 978-2-35340-398-1)

### Autres contributions dans des ouvrages collectifs
(liste non exhaustive)
- (fr + de) Collectif, France-Bayern -  allers et retours : 1000 ans de relations franco-bavaroises, Paris, Biro Éditeur, 2006, 479 p. (ISBN 3-939395-00-5, présentation en ligne), chap. 10 (« Relations culturelles »), Catherine Massip, Mathias Auclair : « Les relations musicales entre la France et la Bavière : quelques jalons », p. 393-397 ; « Pour la première fois devant le public parisien : un opéra de Richard Strauss », p. 422-427.
- (fr + en) Martine Kahane, Claude Fauque, Marie Vacher, Mathias Auclair, Aurélien Poidevin et al., Opéras russes à l'aube des Ballets russes (1901-1913), costumes & documents, Ravières, Éditions du Mécène/CNCS, 2009, 217 p. (ISBN 978-235896005-2), « Pourquoi des costumes d'opéras russes sont-ils arrivés à Paris ? Ventes et acquisitions de décors et de costumes de la compagnie de Serge Diaghilev à l'Opéra entre 1908 et 1922 », p. 161-167 - Grand prix du livre d'art du musée d'Orsay et de la Sacem.
- Cécile Auzolle (dir.), Mathias Auclair, Aurélien Poidevin et al., Regards sur Daniel-Lesur, compositeur et humaniste (1908–2002), PUPS, coll. « MusiqueS », 2009, 416 p. (ISBN 978-2-84050-622-5), « La Réunion des Théâtres lyriques nationaux sous l'administration de Daniel-Lesur (23 mai 1971 – 31 décembre 1972) » p. 317-345.
- Isabelle Cahn (dir.), Guy Cogeval (dir.), Marie Robert (dir.), Mathias Auclair et al., Misia reine de Paris, Paris, Gallimard, 2012, 192 p. (ISBN 978-207013819-7), « Madame Verdurinska : Misia et les Ballets russes de Diaghilev », p. 105-116.
- (fr + el) Evangelos Chryssos (dir.), Christophe Farnaud (dir.), Mathias Auclair et al., La France et la Grèce au XIXe siècle, Athènes, Fondation du Parlement hellénique, 2012, 372 p. (ISBN 978-960675763-1), « La Grèce et l'Opéra de Paris au XIXe siècle », p. 313-332.
- Catherine Join-Diéterle (dir.), Mathias Auclair et al. (préf. Delphine Pinasa), L'envers du décor à la Comédie-Française et à l'Opéra de Paris au XIXe siècle, Montreuil, Gourcuff Gradenigo, 2012, 189 p. (ISBN 978-2-35340-123-9), « Les collections d'esquisses et de maquettes de décors du XIXe siècle de la Bibliothèque-musée de l'Opéra », p. 23-25 ; « Chefs machinistes et régisseurs de l'Opéra de Paris au XIXe siècle », p. 77-83.
- Myriam Chimènes (dir.), Yannick Simon (dir.), Mathias Auclair et al. (préf. Henry Rousso), La musique à Paris sous l'Occupation, Paris, Fayard, 2013, 254 p. (ISBN 978-2-213-67721-7, BNF 43716474), « Wagner à l'Opéra », p. 73-82.
- Collectif, Chagall : la saga d'un artiste universel, Issy-les-Moulineaux, Beaux-Arts Hors-série, 2013, 106 p. (ISBN 978-2-84278981-7), Mathias Auclair : « L'Opéra Garnier : le plafond de la discorde », p. 100-103.
- Nicolas Grimal (dir.), Hélène Jagot, Pierre Branda, Mathias Auclair et al., Du haut de ces pyramides… : L'expédition d'Égypte et la naissance de l'égyptologie (1798-1850), Lyon, Fage, 2014, 348 p. (ISBN 978-284975315-6), « Les Champollions de l'Opéra : décors et costumes égyptiens à l'Opéra de Paris de 1789 à 1850 » p. 268-279.
- Xavier Salmon (dir.), Mathias Auclair et al., Dansez, embrassez qui vous voudrez : Fêtes et plaisirs d'amour au siècle de Madame de Pompadour, Silvana Editoriale/Louvre Lens, 2015, 336 p. (ISBN 978-883663154-4), « L'opéra et la fête galante » p. 106-113.
- Nathalie Coutelet (dir.), Isabelle Moindrot (dir.), Mathias Auclair et al., L'Altérité en spectacle, 1789-1918, Presses universitaires de Rennes, 2015, 370 p. (ISBN 978-2-7535-3701-9, lire en ligne), chap. 4, « L'autre observé et l'autre fabriqué. Décors et costumes exotiques à l'Opéra au XIXe siècle », p. 257-273.
- Claude Pommereau, Frans C. Lemaire, Mathias Auclair et al., Chagall et la musique, Issy-les-Moulineaux, Beaux-Arts Hors-série, 2015, 50 p. (ISBN 979-102040198-4), « Chagall réinvente La Flûte enchantée en 1966 au Metropolitan Opera de New York », p. 38-39.
- Sylvain Amic, Imed Ben Jerbania, Diederik Bakhuÿs, Mathias Auclair et al., Salammbô, Paris, Gallimard, 2021, 352 p. (ISBN 978-2-07294077-4), « Tout cela était-il vraiment musicable ? », p. 191-197.
- Bérenger Hainaut (dir.), Inès Piovesan (dir.) et Mathias Auclair (préf. Laurence Engel, Stéphane Lissner), Picasso et la danse, Paris, BnF Éditions, 2018, 192 p. (ISBN 978-2-71772780-7), « Picasso et les Ballets russes : la peinture au service de la danse ou la peinture qui danse ? p. 45-70.
- Anne Esnault (dir.), Mathias Auclair et al., Jules-Eugène Lepneveu (1819-1898), peintre du monumental, Paris, In Fine Éditions d'art, 2022, 328 p. (ISBN 978-238203079-0), « Le plafond de l’Opéra Garnier », p. 237-245.
- Hélène Jagot (dir.), Jessica Degain (dir.), Mathias Auclair et al., L'Amour en scène, François Boucher, du théâtre à l'opéra, Musée des Beaux-Arts de Tours, 2022, 239 p. (ISBN 978-946161720-0), « Le théâtre et l'opéra à Paris au temps de François Boucher », p. 49-59.
- Bruno Blasselle (dir.), Gennaro Toscano (dir.), Mathias Auclair et al., Histoire de la Bibliothèque nationale de France, BnF Éditions, 2022, 563 p. (ISBN 978-2-7177-2897-2, présentation en ligne), « De la section Musique à la création du Département », p. 257-273.
- Jean-Marcel Humbert (dir.), Mathias Auclair et al., Art Déco, Égyptomanie, Paris, Norma, 2022, 272 p. (ISBN 978-2-37666-064-4), « Arts de la scène », p. 151-166.

### Articles dans des revues
(sélection d'articles en ligne)
- Mathias Auclair, « Dessins et sceaux d'armoirie dans le cartulaire de Sainte-Glossinde de Metz », Revue française d'héraldique et de sigillographie, Société française d'héraldique et de sigillographie, t. 66,‎ 1996, p. 53-66 (ISSN 1158-3355, présentation en ligne)
- Mathias Auclair, « Le preux et le saint. Garin le Lorrain et saint Gengoult, ancêtres des ducs de Lorraine », Romania, t. 117, nos 465-466,‎ 1999, p. 245-257 (lire en ligne)
- Mathias Auclair, « Les photographes et la danse à l'Opéra de Paris (1860-1914) », Ligeia, Paris, nos 113-116,‎ 2012, p. 147-159 (ISSN 0989-6023, lire en ligne )
- Mathias Auclair, « Montrer, transmettre, émouvoir : la valorisation des collections du département de la Musique de la BnF », Bulletin des bibliothèques de France, Paris,‎ 2022 (ISSN 0006-2006, lire en ligne)

### Édition musicale
- Mathias Auclair (dir.) et al., Trésors de la musique classique : Partitions manuscrites, XVIIe-XXIe siècle, Paris, BnF Éditions/Textuel, 2018, 271 p. (ISBN 978-2-7177-2792-0 et 978-2-84597-700-6), « Les manuscrits musicaux autographes dans les collections de la Bibliothèque nationale de France », p. 6-13 ; « Werther, Jules Massenet », p. 148-153 ; « Une symphonie alpestre, Richard Strauss », p. 234-239.
- Mathias Auclair et Rosalba Agresta, Richard Strauss : douze variations pour piano en ré majeur TrV 68 (1878), Paris, BnF Éditions, coll. « Les inédits musicaux de la BnF », 2021, 20 p. (ISBN 978-2-7177-2890-3).
- Mathias Auclair, Reynaldo Hahn : Sagesse, monodies du recueil de Verlaine, Paris, BnF Éditions, 2022, 72 p. (ISBN 978-271772917-7).